# R-36
SS-18 사탄은 소련의 4세대 대륙간 탄도 미사일이다. 세계 역사상 최대의 핵미사일로, 1999년부터 상업용인 드네프르 로켓이 야스니 발사장에서 현재 서비스중이다. SS-18 사탄은 나토에서 붙인 이름이고, 러시아에서는 R-36M2 보예보다라고 부른다. 4세대 R-36M2 보예보다를 대체하기 위해 5세대 RS-28 사르마트가 개발중이다.

## 역사
SALT I 조약으로 소련은 R-36 308기를 실전배치했다. 1991년 소련 붕괴 이후 204기는 러시아에 배치되어 있었고 104발은 카자흐스탄에 배치되어 있었다. 카자흐스탄의 R-36은 1996년 9월에 모두 해체가 완료되었고 러시아는 START I 조약으로 R-36을 154기로 줄였다. START II 조약으로 러시아는 모든 R-36을 퇴역시키기로 했다. 2009년 7월 러시아는 59기의 R-36을 실전배치했다.

## 발사준비시간
R-36은 최초의 앰플화된 소련의 미사일이다. 미사일은 컨테이너에 밀봉되어 있다. 이미 저장성 액체 추진제가 주입되어 있으며, 언제든지 즉시 발사할 수 있다. 이것은 이전의 소련 미사일들과 차이점이다. R-1, R-2, R-5는 발사준비시간이 30분이나 되었다. R-9A는 24시간이었다. R-12, R-14, R-16의 저장성 액체 추진제는 보관기간이 30일이었다. R-36은 발사대기상태를 5년간 보장한다.

## 파생형
R-36을 NATO는 사탄이라고 부른다. 사탄1, 사탄2, 사탄3, 사탄4, 사탄5, 사탄6의 6가지 버전이 있다. 2016년 현재 실전배치되어 있는 것은 사탄5이다.
현재 사용중인 사탄5는 1988년 실전배치가 시작되었으며, 최대 104발이 배치되었다. 발사중량 211.1톤, 750 kt 수소폭탄 10발 탑재, 사거리 11,000 km, CEP 500 m이다.
모스크바에서 워싱턴DC까지는 7,850 km 정도 된다.
초기형은 1단에 RD-250 엔진 3개를 사용해, 노즐이 6개였다. 그러나 이후에는 RD-263 엔진을 사용해 노즐이 4개이다.

## 신형 미사일
러시아는 29조원을 들여 R-36을 대체할 신형 ICBM RS-28 사르마트를 개발중이며, 2020년 실전배치할 계획이다. 15개의 MIRV 핵탄두를 장착할 수 있다.

## 같이 보기
- RD-250 - R-36의 1단 엔진
- RT-2PM2 토폴-M
- 드네프르 (로켓)